# Schönwetter
Als Schönwetter wird in der Alltagssprache ein Tag oder eine mehrtägige Witterung mit geringer Bewölkung und überwiegendem Sonnenschein bezeichnet.
In der Meteorologie spricht man hingegen von einer Hochdrucklage, und sehr geringe Bewölkung wird als „sonnig“ bis „heiter“ bezeichnet.
Im Gebirge entstehen bei solchen Wetterlagen über Gebieten mit Aufwind (siehe auch „Thermik“) oft „Schönwetter- oder Schäfchenwolken“ (Cumuli), die sich bei starker Einstrahlung und anhaltender Turbulenzen in der  Grundschicht zu Gewitterwolken entwickeln können.
Eine spezielle Form kurzfristigen Schönwetters ist das sogenannte Rückseitenwetter. Es tritt häufiger nach dem Durchzug einer Kaltfront auf und ist – wegen des vorausgegangenen Niederschlags – durch besonders klare Luft gekennzeichnet.
Die durchschnittliche Zahl der jährlichen Sonnentage, bzw. die Sonnenscheindauer, ist in der Klimatologie eine wichtige Kenngröße eines regionalen Klimas – zusammen mit der typischen Monatskurve der Temperatur und der Verteilung des Jahres-Niederschlags.